# Skilton Ledge
Skilton Ledge är en bergstopp i Antarktis. Den ligger i Östantarktis. Australien gör anspråk på området. Toppen på Skilton Ledge är 1 872 meter över havet.
Terrängen runt Skilton Ledge är kuperad norrut, men söderut är den bergig. Trakten är obefolkad. Det finns inga samhällen i närheten. 